# 278513 Schwope
278513 Schwope è un asteroide della fascia principale. Scoperto nel 2008, presenta un'orbita caratterizzata da un semiasse maggiore pari a 2,3891535 UA e da un'eccentricità di 0,2098737, inclinata di 9,34586° rispetto all'eclittica.
L'asteroide è dedicato all'astronomo tedesco Axel Schwope.